# Money for Nothing (canción)
«Money for Nothing» es una canción interpretada por la banda británica de rock Dire Straits, extraída de su quinto álbum de estudio Brothers in Arms y publicada por la compañía discográfica Vertigo Records el 24 de junio de 1985 como el segundo sencillo del disco. Compuesta por Mark Knopfler en colaboración con Sting, las letras del tema fueron consideradas polémicas desde su lanzamiento, ya que se basan en un hombre de clase trabajadora que se encuentra haciendo videos y comenta sobre ello. La canción cuenta con un cameo de Sting cantando en falsete la introducción y en la parte del coro. El innovador video de la canción fue realizado utilizando la técnica llamada rotoscopía, mostrando escenas de los integrantes del grupo con efectos especiales junto a otras en las que se crearon dos personajes animados. Además fue el primero que se transmitió en MTV Europa, cuando la cadena se inició el 1 de agosto de 1987. El propio Mark Knopfler y el productor e ingeniero de sonido Neil Dorfsman estuvieron a cargo de la producción.
Comercialmente, fue el sencillo de mayor éxito del grupo; en los Estados Unidos, llegó a la cima de la lista Billboard Hot 100 y se mantuvo ahí durante tres semanas, también alcanzó la primera posición manteniéndose la misma cantidad de semanas en la lista Mainstream Rock Tracks y la cuarta posición en el Reino Unido. «Money for Nothing» ganó el Premio Grammy a la Mejor actuación de rock de dúo o grupo con vocalista en 1986 en la 28ª entrega anual y el video ganó dos MTV Video Music Awards en la categoría «Video del año» y «Mejor video de un grupo» en la 3ª entrega.

## Antecedentes y grabación

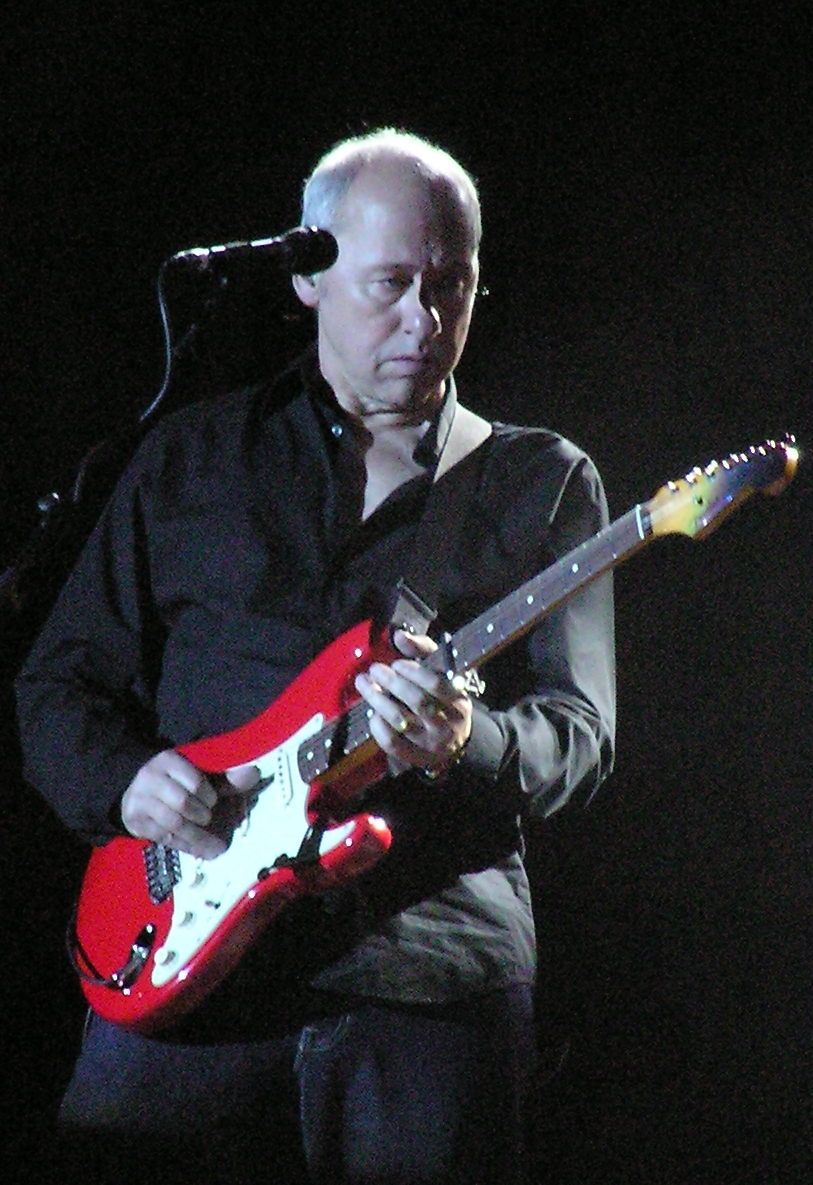
Mark Knopfler optó para la canción, incorporar el sonido característico de Billy Gibbons, cambiando su Fender Stratocaster por una Gibson Les Paul. En la foto durante una actuación en 2006.

A mediados de los años ochenta, mientras Dire Straits se encontraba de gira por los Estados Unidos, Mark Knopfler y el bajista John Illsley tuvieron que hacer una parada en un local de electrodomésticos de Nueva York. A la espera de ser atendidos, Knopfler quedó fascinado con la manera de hablar de los encargados de la tienda, que comentaban entre ellos las imágenes que transmitían los televisores que tenían a la venta: los vídeos de la por entonces incipiente MTV. Asombrado ante su manera peyorativa y hasta homofóbica para hablar, Knopfler pidió prestados una hoja de papel y un bolígrafo para tomar nota de sus dichos de la manera más textual posible.
Mark Knopfler modeló el sonido de su guitarra durante la grabación de la canción después de escuchar el tono de la guitarra del integrante de la banda ZZ Top Billy Gibbons, el cual sonaba en los videoclips de la banda que eran un elemento clásico durante las primeras épocas de MTV. Gibbons dijo en una entrevista de la revista Musician en 1986 que Knopfler le había solicitado que lo ayudara a replicar el tono y agregó: «su trabajo no estuvo nada mal, considerando que yo no le dije nada!». Otro factor en el intento de recrear el sonido era a través de un pedal wah-wah que estaba encendido pero fijado en una determinada posición. Se grabó con una guitarra Gibson Les Paul enchufada a un amplificador Laney, logrando un particular color sonoro debido a la posición accidental de dos micrófonos Shure SM57 sin ningún procesamiento durante la mezcla. Después de las sesiones iniciales en Montserrat, en las que se registró la parte de la guitarra en particular, el productor Neil Dorfsman trató de recrear el sonido durante las sesiones posteriores en Power Station en Nueva York, pero no tuvo éxito al hacerlo. —Knopfler también optó por utilizar la Gibson Les Paul en otro par de pistas incluidas en el álbum Brothers in Arms—.
La grabación contiene un gancho muy reconocible, en la forma que comienza la canción con el riff de guitarra. —la introducción extendida fue acortada para su difusión en radio y para el video musical—. El riff continúa durante toda la canción, interpretándose en la permutación durante los versos, y se ejecuta en su totalidad después de cada coro.

## Descripción

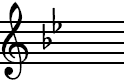
«Money for Nothing» está compuesta en la tonalidad de sol menor.

«Money for Nothing» es una canción de rock que combina algunos elementos del new wave. La instrumentación de fondo consiste en Órgano Hammond, sintetizadores, guitarras, que inicia con una enérgica introducción de batería ejecutada por Terry Williams (la batería en el resto de la canción la ejecutó Omar Hakim). La partitura de la canción contiene un tempo moderado de 134 pulsaciones por minuto y está compuesta en la tonalidad de sol menor. La introducción que consta de un poco más de dos minutos de duración, se inicia con un sintetizador en sol menor7 acompañado de la voz de Sting utilizando un falsete en la frase «I want my MTV» —(«yo quiero mi MTV»)— sumándose seguidamente el sintetizador y el sonido de la batería, terminando con un riff de guitarra de Mark Knopfler. Luego la tonalidad cambia a un si bemol5 y continúa con un do5, volviendo a sol menor7 para cerrar. Mark Knopfler, utiliza un registro vocal que va de do4 a sol5. Cuando termina la introducción, la nota pasa a un fa5 y vuelve a un sol menor7 cuando Knopfler comienza a cantar la estrofa «Look at them yo-yos, that's the way you do it» —(«Mira esos yo-yos es tu forma de ser»)— y continúa con un si bemol5, luego pasa a un do5 en «you play the guitar on the MTV» —(«tocas la guitarra en la MTV»)—. El sitio Sound on Sound, menciona que la voz de Knopfler fue capturada con un micrófono valvular 47, mientras que la de Sting fue mediante un Telefunken 251 para darle más brillo en la parte final, unos dos meses antes de que se mezclara la canción.
La letra de la canción trata la visión desde el punto de vista de un trabajador de camisa azul que vive mirando videos musicales y comenta sobre lo que ve en la televisión. Knopfler describe a la canción en una entrevista de 1984 con el crítico de espectáculos Bill Flanagan:

El personaje principal de " Money for Nothing "es un tipo que trabaja en el departamento de hardware en un programa de televisión. Él es quien canta la canción. Esta canción la escribí cuando yo estaba en una tienda. Tomé prestado un trozo de papel y comencé a escribir la canción en ese lugar.

La canción que habla en primera persona, hace referencias a un músico en la frase «golpeando los bongos como un chimpancé» y da la descripción de un cantante «maricón con pendientes y maquillaje», y lamentando que los artistas «obtienen dinero a cambio de nada y chicas gratis». Estos versos fueron ampliamente criticados como declaraciones sexista y anti-homosexual. Por ello, en algunas versiones de la canción y actuaciones en vivo, la banda decidió cambiar algunas palabras de la letra para evitar malas interpretaciones.

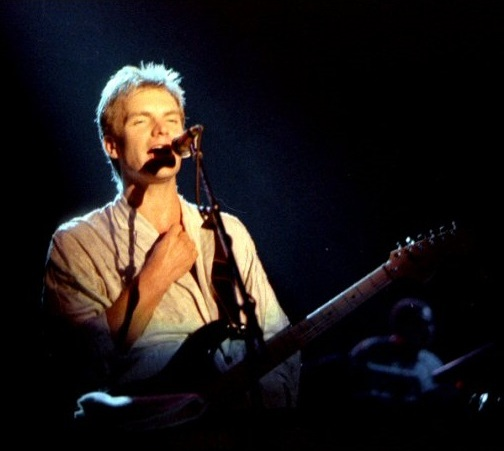
Sting en 1985. Los créditos de la composición de la canción son compartidos por él y Mark Knopfler.

En el año 2000, Mark Knopfler fue invitado al programa de Michael Parkinson y durante la entrevista que este le hizo, explicó nuevamente el origen de la canción. De acuerdo con Knopfler, él estaba en Nueva York y se detuvo en una tienda de electrodomésticos. En la parte trasera de la tienda, que tenía una pared de televisores que fueron todos sintonizados a MTV, Knopfler dijo que había un hombre que estaba trabajando allí vestido con una camisa a cuadros, una gorra de béisbol y unos zapatos. Cuando estaba a punto de hacer una entrega de cajas se puso junto a él para mirar la televisión. Mientras estaban allí de pie viendo MTV, Knopfler recuerda el hombre, introdujo líneas como «what are those, Hawaiian noises?...that ain't workin» etc. Knopfler entonces incorporó esas palabras a la canción.
El bajista Nikki Sixx, que fue integrante de la banda Mötley Crüe, señaló en una entrevista a la revista Blender, que la canción era acerca de su excesivo estilo de vida con la banda, y que él escuchó varios comentarios en contra de los Mötley Crüe en la casa discográfica de Dire Straits.
La participación de Sting en esta canción, ocurrió mientras el líder de la banda The Police se encontraba de visita en Montserrat durante la grabación de la canción, y fue invitado para añadir algunos coros. Sting ha declarado que su única contribución en la canción fue la composición de la frase «I want my MTV», la cual fue cantada bajo la misma melodía del coro de la canción «Don't Stand So Close to Me», originalmente grabada por The Police en el álbum Zenyattà Mondatta. Sting se sintió avergonzado cuando su compañía discográfica insistió en que él había coescrito la canción (Todo sea por los derechos de autor).

## Videoclip

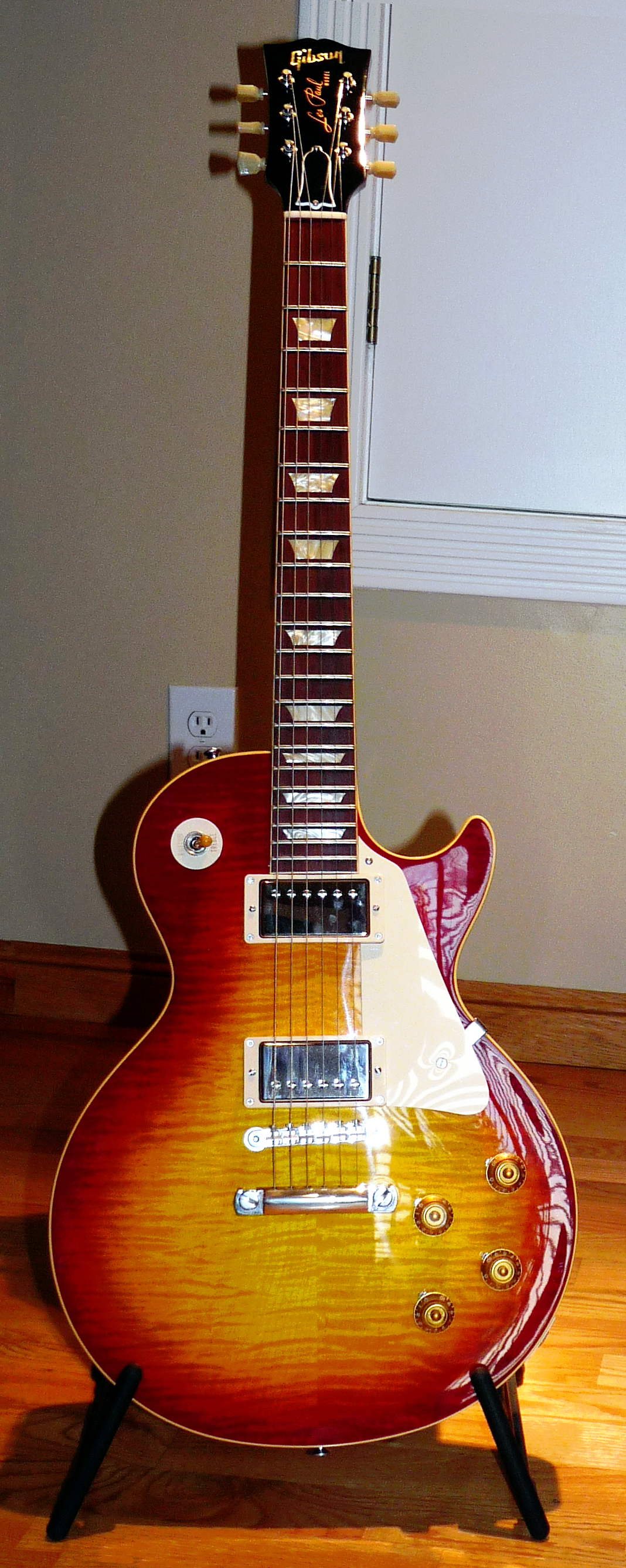
La Les Paul Standard, como la utilizada por Mark Knopfler en el videoclip de la canción.

El video musical de la canción contó con una animación por computadora ilustrando los hechos de la letra. El video fue uno de los primeros en usar este tipo de animación y fue considerado innovador en el momento de su lanzamiento.
Originalmente, Mark Knopfler no estaba convencido con el resultado del videoclip, ya que sostenía que los videos debían mostrar a la banda tocando. Sin embargo, MTV insistía en que era el apropiado para la canción. El director Steve Barron, de Rushes Postproduction en Londres, fue contactado por Warner Bros. para tratar de convencer a Knopfler. Al describir las actitudes contrastantes de Knopfler con MTV, añadió:

El problema era que Mark Knopfler era muy anti-vídeos. Todo lo que quería hacer era actuar, y pensó que los videos destruirían la pureza de los compositores e intérpretes. Ellos dijeron: «Se puede convencerlo de que esto es lo que hay que hacer, porque hemos tocado esta canción para MTV y piensan que es fantástico, pero que no van a estar allí de pie tocando la guitarra. Ellos necesitan un concepto».

Luego de esto, Barron viajó a Budapest para tratar de convencer a Knopfler de su concepto. Cuando se reunieron después de un concierto, Knopfler cedió luego de que su novia apoyó la moción original, pero solo bajo una estricta condición establecida por él: que se incluyera material del grupo en acción. De acuerdo con Barron:

Por suerte, su novia estaba allí y dijo: «Él tiene toda la razón. No hay suficientes videos interesantes en MTV, y suena como una idea brillante.» Mark no dijo nada pero él no hizo la llamada para que me fuera de Budapest. Nos fuimos por delante y lo hizo.

Cuando MTV Europa se inició en 1987, el vídeoclip fue el primero en ser transmitido.

Ian Pearson y Gavin Blair crearon la animación, utilizando un sistema de Bosch FGS -4000 CGI y un sistema de Quantel Paintbox. Los animadores continuaron la animación en el estudio Mainframe Entertainment (ahora Reinmaker Entertainment) y se hace referencia al video de «Money for Nothing» en un episodio de las series de ReBoot. El video también incluyó material de Dire Straits tocando en vivo, con imágenes hechas con rotoscopio en colores de neón, como se puede ver en la portada del disco.
El videoclip fue galardonado con dos MTV Video Music Awards en la categoría «Vídeo del año» y «Mejor video de un grupo» —entre muchas otras nominaciones— en la 3ª entrega de dichos premios en 1986. Asimismo fue el primero que se transmitió por el canal de televisión MTV Europa, cuando este se lanzó el 1 de agosto de 1987.
Otros dos vídeos se ofrecen dentro de «Money for Nothing».  La banda de pop húngara Első Emelet y su video «Állj Vagy Lövök» —(«Déjalo o disparo»)— aparece diciendo la frase «Baby, baby» de First Floor durante el segundo verso el nombre de Első Emelet se traduce en "first floor", y la canción se acredita como Magyar Records: "Magyar" significa «húngaro» en lengua húngara. El otro vídeo «Sally» de Ian Pearson Band es de ficción. El álbum de ficción para el primer video fue catalogado como «Turn Left» y el segundo fue «Hot Dogs». Para el segundo vídeo, la compañía discográfica aparece como Rush Records y fue filmado en Bastión de los Pescadores, Budapest.

## Recepción crítica

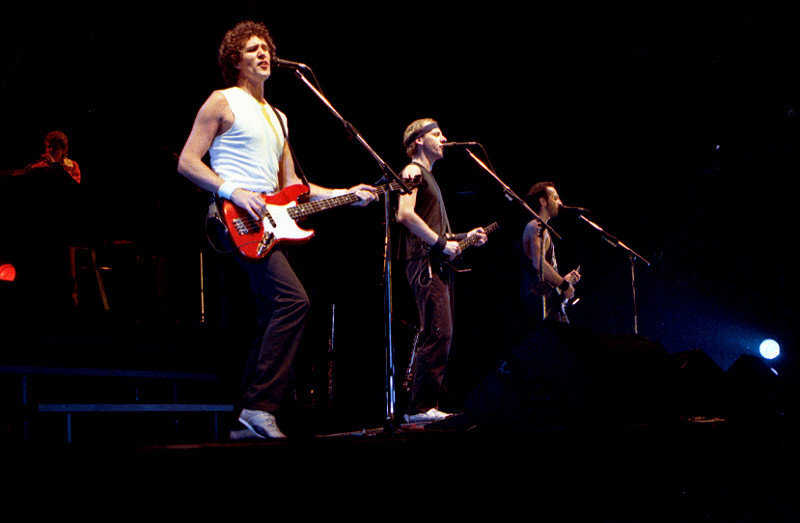
Dire Straits durante un concierto en Noruega en 1985.

«Money for Nothing» obtuvo reseñas generalmente positivas por parte de los periodistas y críticos de la música. Matthew Greenwald de Allmusic, en su reseña de la canción, la nombró como una de las grabaciones más cáusticas que marcó el Top Ten en la década de los ochenta, rompiendo todas las trampas del rock and roll en una canción y añadió que fue uno de los mejores momentos líricos de Mark Knopfler. También dijo que el «arenoso» riff de guitarra suena no muy diferente a un piano eléctrico distorsionado. El sitio Ultimate-guitar.com menciona que junto con «Sultans of Swing», es una de las mejores canciones que ha escrito Mark Knopfler. Grinning Planet en su crítica del álbum Brothers in Arms, comenta que «Money for Nothing» fue la canción peculiar que impulsó a Dire Straits a convertirse en una de las estrellas del rock, pero que ya venían haciendo buena música a esas alturas.
Robert Christgau, dijo que la canción es un «tema pegadizo» y que el primer lado se mueve con la simple generosidad. Además agregó: «No es una virtud que uno asocia con egolatría ese guitarrista de estudio. Pero ya es demasiado tarde para que el viejo chico del blues nos fuerce sus reflexiones de la perfidia de la mujer y la inutilidad de la lucha política, y Money for Nothing es también un punto de referencia de la hipocresía del pop». La revista Rolling Stone situó a la canción en el puesto número 94 en su lista «Las 100 mejores canciones de guitarra de todos los tiempos» añadiendo como Mark Knopfler «cambió su tono roots por un sonido sobre-procesado en seco logrado mediante la ejecución de una guitarra Les Paul a través de un pedal wah-wah en una pista que se convirtió en uno de los primeros éxitos que se transmitió por la cadena MTV».

### Controversia
La letra de la canción ha sido criticada por contener una temática homofóbica.
A finales de 1984, en una entrevista con la revista Rolling Stone, Knopfler señaló tener sentimientos encontrados sobre la polémica:

Tengo una objeción hacia el editor de un periódico gay en Londres. Aparte del hecho de que hay gente estúpida gay, así como otras personas estúpidas, sugiere que tal vez uno no puede dejar de darles tantos significados - lo que tiene que ser directo. De hecho, todavía estoy pensando en que si es una buena idea escribir canciones que no están en primera persona, para que los asuman otros personajes.

Dire Straits interpetaba la canción en sus conciertos en directo, y cuando les tocaba cantar el segundo verso, por lo general lo modificaban un poco. Para el concierto de la banda, el 10 de julio de 1985 (transmitido en el Reino Unido en The Tube a través de Channel 4 en enero de 1986), Knopfler reemplazó la palabra «faggot» —(«maricón»)— por «Queenie» (en este contexto también es un término que hace referencia a la homosexualidad).

Mira a ese pequeño Queenie con el pendiente y el maquillaje. Sí, amigo, ese es su propio cabello. Ese pequeño Queenie tiene su propio avión a reacción. Ese pequeño Queenie, él es un millonario.

En enero de 2011, la Canadian Broadcast Standards Council (CBSC) dictaminó que la versión no editada de la canción era inaceptable para salir al aire en las emisoras de radio privadas de Canadá, ya que violó el Código de Ética y el Código de Representación Equitativa de la Canadian Association of Broadcasters. La CBSC concluyó que al igual que otras palabras raciales impulsadas en el idioma inglés, «maricón» es un término que, aunque en su totalidad o marginalmente fue aceptado en épocas anteriores, ya no lo es así. La acusaciones de la CBSC se produjeron en respuesta a la solicitud de resolución de un oyente que escuchó cuando se reproducía la canción en la radio CHOZ-FM en San Juan de Terranova, que a su vez siguió la insatisfacción del oyente quejándose en la radio por contener insultos hacia los homosexuales en la letra.

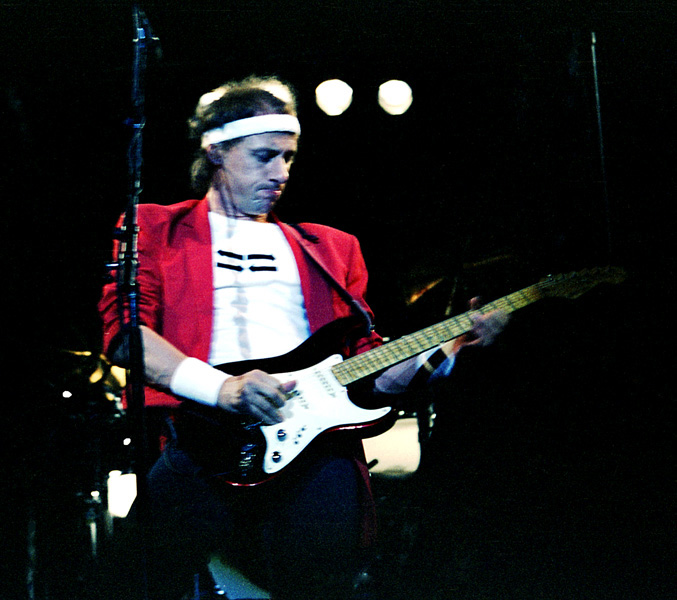
Knopfler en Zagreb en 1983.

No todas las emisoras acataron esta decisión; al menos dos estaciones, CIRK-FM en Edmonton y CFRQ-FM en Halifax que pasaron la versión no editada del tema en varias ocasiones durante una hora en señal de protesta. Galaxie, que era propiedad de la CBC en el momento de la polémica, también continúa pasando la canción. El 21 de enero de 2011, la Comisión de radiodifusión y telecomunicaciones de Canadá (CRTC), pidió hacer una revisión de la prohibición de pasar la canción a la CBSC en respuesta a la protesta pública contra las acciones de la CBSC; la CRTC habría recibido más de 250 quejas enviadas erróneamente, en lugar de la CBSC. El regulador pidió al CBSC a designar un panel nacional para revisar el caso, ya que la decisión sobre la prohibición fue revisado por un grupo regional de las Provincias Marítimas y de Terranova.
El 31 de agosto, la CBSC reiteró que encontró el insulto y que es inadecuado; sin embargo, debido a consideraciones en lo que se refiere a su uso en el contexto, la CBSC ha dejado en manos de las estaciones de decidir si pasan las versiones originales o editadas de la canción. La mayor parte de los panelistas de CBSC pensaron que el insulto no era apropiado, pero solo se utilizó de manera satírica, no de odio.
En relación con este asunto, la escritora Sady Doyle del periódico británico The Guardian opinó sobre la canción diciendo: «Money for Nothing no se enseña en la escuela, y la edición de la canción para radio no hace que las versiones no editadas desaparezcan. Sin embargo si alguna vez te has preguntado si aquellos años ochenta podrían proporcionarte un momento de aprendizaje, aquí está: hubo un tiempo en que los hombres podían ser abiertamente homofóbicos sin recibir ningún tipo de crítica en el camino, porque no mucha gente sabía que no era lo correcto».

## Recepción comercial

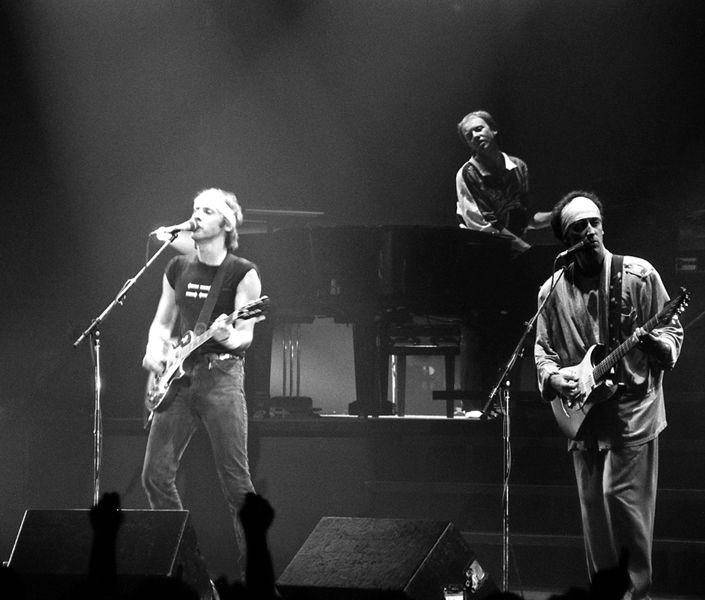
Dire Straits en vivo durante la gira Brothers in Arms Tour de 1985.

Tras su lanzamiento, «Money for Nothing» recibió éxito comercial en varios países del mundo. En los Estados Unidos, salió a la venta el 13 de julio de 1985; el 21 de septiembre ingresó a la posición número 1 en la lista Billboard Hot 100 manteniéndose por tres semanas, convirtiéndose en el primer tema de Dire Straits en alcanzar dicho puesto. La misma posición logró en la otra lista de Billboard Mainstream Rock Tracks el 3 de agosto de 1985, donde se mantuvo en la misma cantidad de semanas. En el conteo del Cash Box, la canción también llegó a la cima y estuvo en esa posición en un total de cuatro semanas. En Canadá logró el primer puesto en la lista RPM el 26 de octubre de 1985 y quedó en la posición número 34 al finalizar la temporada, detrás de «Can't Fight This Feeling» de REO Speedwagon. En la otra lista canadiense CHUM ocupó el puesto número 3. Music Canada le concedió un disco de oro por la venta de 50 000 copias en el país.
En el Reino Unido y Australia, la canción obtuvo un éxito casi parecido; en ambas listas tanto la UK Singles Chart como la Kent Music Report el tema alcanzó la posición número 4, el 7 de julio y 23 de septiembre de 1985, respectivamente. La British Phonographic Industry (BPI) le otorgó un disco de plata por vender 250 000 unidades en ese territorio. El éxito volvió a ser el mismo en Nueva Zelanda, donde la canción ingresó en la posición 46 el 11 de agosto de 1985 y un mes después logró ubicarse en la posición número 4 en la lista Recorded Music NZ por cuatro semanas. En Irlanda y Austria, la recepción comercial fue favorable; alcanzó las pocisiones 6 y 7 en sus respectivas listas. Sin embargo el éxito ha sido menor para algunos países del continente europeo; en la región Flamenca de Bélgica, la canción se situó en el puesto número 38, mientras que en Francia y los Países Bajos alcanzó las posiciones 34 y 35, respectivamente. Por último en Alemania la canción ocupó la posición 19 durante quince semanas y en Polonia logró ubicarse en el puesto número 2.

## Presentaciones en directo
- Dire Straits interpretó «Money for Nothing» en el concierto Live Aid en el Wembley Stadium en 1985, la interpretación cuenta con Sting como artista invitado.[46]

- Mark Knopfler interpretó «Money for Nothing» usando su guitarra insignia Pensa-Suhr modelo MK-1 con un par de tubos y válvulas de un amplificador LO-100 y cajas de altavoces Marshall durante el Tributo a Nelson Mandela y en los conciertos de The Prince's Trust en 1988 así como también en el concierto benéfico Nordoff-Robbins  en Knebworth en 1990 y durante las giras mundiales de On Every Street en 1991 y 1992. Estas versiones se destacan por las extensiones de los solos de guitarra de Mark Knopfler acompañado de Eric Clapton como segunda guitarra y Phil Palmer.[47]

- «Money for Nothing» y «Brothers in Arms» fueron interpretados en vivo en el concierto Music for Montserrat en 1997 con Eric Clapton en guitarra rítmica, Sting en los coros y Phil Collins en la batería.[48]

## Otras versiones y parodias
- "Weird Al" Yankovic escribió una parodia titulada "Money for Nothing/Beverly Hillbillies" para su película de 1989 UHF. Como el título lo indica, esta canción hace referencia en la letra al tema central del sitcom The Beverly Hillbillies (The Ballad of Jed Clampett) con la melodía de «Money for Nothing». Los miembros de Dire Straits, Mark Knopfler y Guy Fletcher tocan la guitarra y el teclado respectivamente en la pista.[49]

- «Money for Nothing» fue parodiada en el programa de televisión Spitting Image en un segmento titulado "Making Nice Curtains". La parodia fue criticada por la cultura Yuppie de los 80, con las marionetas de Sting y Dire Straits que aparecen en el vídeo.[50]

- La banda estadounidense Royal Trux grabó una versión de la canción en 1998. Apareció como lado B del sencillo lanzado en el Reino Unido a través de Domino Records "Liar".

- El proyecto musical de música electrónica alemán Crew 7 realizó una versión dance de la canción en 2008, tomando como base la grabación original. Esta versión se encuentra en el álbum Number One.[51]

- Una versión de hip-hop de la canción —con una retención de la instrumentación y con nuevos versos en el coro— apareció en el séptimo episodio de la primera temporada de la serie de televisión estadounidense Empire interpretada por los miembros del reparto Jussie Smollett y Bryshere Y. Gray encarnando a los personajes Jamal y Hakeem Lyon.[52]

- Miracle of Sound publicó una parodia titulada «I want my RPG», cuyas letras critican a los videojuegos modernos y expresan el deseo de imponer más juegos de estilo rol táctico que se pueden acceder a través de una computadora.[53]

## Lista de formatos
| Sencillo promocional de 7" para el Reino Unido |                                  |          |  |
| N.º                                            | Título                           | Duración |  |
| 1.                                             | «Money for Nothing» (Edit)       | 4:05     |  |
| 2.                                             | «Money for Nothing» (7" Version) | 4:38     |  |

| Sencillo de 10" para el Reino Unido |                         |          |  |
| N.º                                 | Título                  | Duración |  |
| 1.                                  | «Money for Nothing»     | 4:38     |  |
| 2.                                  | «Love Over Gold» (Live) | 3:41     |  |

| Sencillo de 7" para los Estados Unidos |                                 |          |  |
| N.º                                    | Título                          | Duración |  |
| 1.                                     | «Money for Nothing» (Long Edit) | 4:38     |  |
| 2.                                     | «Twisting By The Pool»          | 3:30     |  |

| Maxisencillo de 12" para los Estados Unidos |                                  |          |  |
| N.º                                         | Título                           | Duración |  |
| 1.                                          | «Money for Nothing» (Long Edit)  | 4:38     |  |
| 2.                                          | «Money for Nothing» (Edit)       | 4:05     |  |
| 3.                                          | «Money for Nothing» (LP Version) | 7:04     |  |

| Maxisencillo de 12" para Canadá |                                           |          |  |
| N.º                             | Título                                    | Duración |  |
| 1.                              | «Money for Nothing» (Full Length Version) | 8:24     |  |
| 2.                              | «Money for Nothing» (Edited Version)      | 4:38     |  |

| Sencillo de 7" para Australia |                         |          |  |
| N.º                           | Título                  | Duración |  |
| 1.                            | «Money for Nothing»     | 4:38     |  |
| 2.                            | «Love Over Gold» (Live) | 3:41     |  |

| Sencillo de 7" para Japón |                         |          |  |
| N.º                       | Título                  | Duración |  |
| 1.                        | «Money for Nothing»     | 4:39     |  |
| 2.                        | «Love Over Gold» (Live) | 3:41     |  |

| Sencillo digital |                     |          |  |
| N.º              | Título              | Duración |  |
| 1.               | «Money for Nothing» | 8:17     |  |

## Posiciones en listas y certificaciones
| Lista (1985)                               | Máxima posición |
| ------------------------------------------ | --------------- |
| Australia (Kent Music Report)              | 4               |
| Austria (Ö3 Austria Top 40)                | 7               |
| Bélgica (Flandes) (Ultratop 50)            | 38              |
| Canadá (CHUM)                              | 3               |
| Canadá (Canadian Hot 100)                  | 1               |
| Francia (SNEP)                             | 34              |
| Alemania (Offizielle Deutsche Charts)      | 19              |
| Irlanda (IRMA)                             | 6               |
| Países Bajos (Mega Single Top 100)         | 35              |
| Nueva Zelanda (Recorded Music NZ)          | 4               |
| Polonia (LP3)                              | 2               |
| España (AFYVE)                             | 25              |
| Suiza (Schweizer Hitparade)                | 22              |
| Reino Unido (UK Singles Chart)             | 4               |
| Estados Unidos (Billboard Hot 100)         | 1               |
| Estados Unidos (Billboard Top Rock Tracks) | 1               |
| Estados Unidos (Cash Box)                  | 1               |

| Lista (1985)                       | Posición |
| ---------------------------------- | -------- |
| Australia (Kent Music Report)      | 7        |
| Canadá (RPM Top 100 Singles)       | 34       |
| Estados Unidos (Billboard Hot 100) | 8        |
| Estados Unidos (Cash Box)          | 2        |

| País        | Organismo certificador | Certificación | Ventas   |
| ----------- | ---------------------- | ------------- | -------- |
| Canadá      | Music Canada           | Oro           | 50,000^  |
| Reino Unido | BPI                    | Plata         | 250,000^ |

## Sucesiones
| Predecesor: «Cherish» de Kool & the Gang                   | Canadian RPM Top Singles – Sencillo N°1 26 de octubre de 1985                       | Sucesor: «Part-Time Lover» de Stevie Wonder    |
| Predecesor: «St. Elmo's Fire (Man in Motion)» de John Parr | Billboard Hot 100 – Sencillo N°1 21 de septiembre de 1985 – 5 de octubre de 1985    | Sucesor: «Oh Sheila» de Ready for the World    |
| Predecesor: «St. Elmo's Fire (Man in Motion)» de John Parr | Cash Box – Sencillo N°1 21 de septiembre de 1985 – 12 de octubre de 1985            | Sucesor: «Take on Me» de a-ha                  |
| Predecesor: «The Power of Love» de Huey Lewis and the News | Billboard Top Rock Tracks – Sencillo N°1 3 de agosto de 1985 – 17 de agosto de 1985 | Sucesor: «Fortress Around Your Heart» de Sting |

## Premios y nominaciones
| Año  | Ceremonia de premiación | Premio                       | Resultado | Ref.   |
| ---- | ----------------------- | ---------------------------- | --------- | ------ |
| 1986 | Premios Grammy          | Mejor actuación de rock      | Ganador   | [ 85 ] |
| 1986 | Premios Grammy          | Disco del año                | Nominado  | [ 85 ] |
| 1986 | MTV Video Music Awards  | Vídeo del año                | Ganador   | [ 86 ] |
| 1986 | MTV Video Music Awards  | Mejor vídeo de un grupo      | Ganador   | [ 86 ] |
| 1986 | MTV Video Music Awards  | Elección de los televidentes | Nominado  | [ 86 ] |
| 1986 | MTV Video Music Awards  | Mejor dirección              | Nominado  | [ 86 ] |
| 1986 | MTV Video Music Awards  | Mejores efectos especiales   | Nominado  | [ 86 ] |
| 1986 | MTV Video Music Awards  | Mejor dirección de arte      | Nominado  | [ 86 ] |
| 1986 | MTV Video Music Awards  | Mejor desempeño general      | Nominado  | [ 86 ] |
| 1986 | MTV Video Music Awards  | Mejor edición                | Nominado  | [ 86 ] |
| 1986 | MTV Video Music Awards  | Mejor vídeo conceptual       | Nominado  | [ 86 ] |
| 1986 | MTV Video Music Awards  | Vídeo más experimental       | Nominado  | [ 86 ] |
| 1986 | American Music Awards   | Sencillo pop rock favorito   | Nominado  | [ 87 ] |
| 1986 | Premios Brit            | Mejor sencillo británico     | Nominado  | [ 86 ] |

## Músicos
- Mark Knopfler – voz principal y coros, guitarra eléctrica
- John Illsley – bajo y coros
- Guy Fletcher – sintetizadores, synclavier y coros
- Alan Clark - Órgano Hammond y sintetizador
- Terry Williams – batería
- Sting – voces de fondo
- Chris White - Pandereta